# Maroklőfegyver

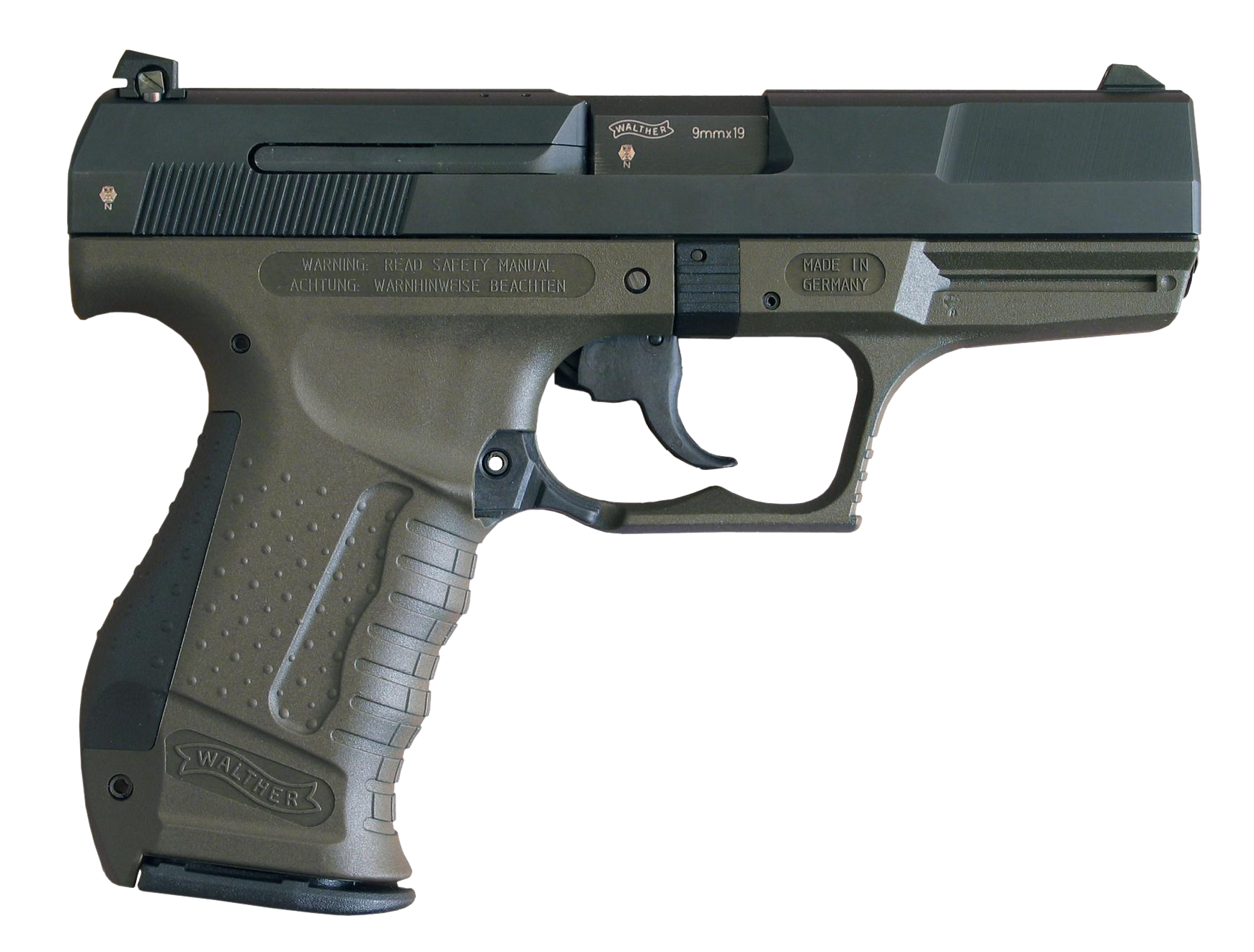
A 9x19 mm Walther P99, német félautomata pisztoly

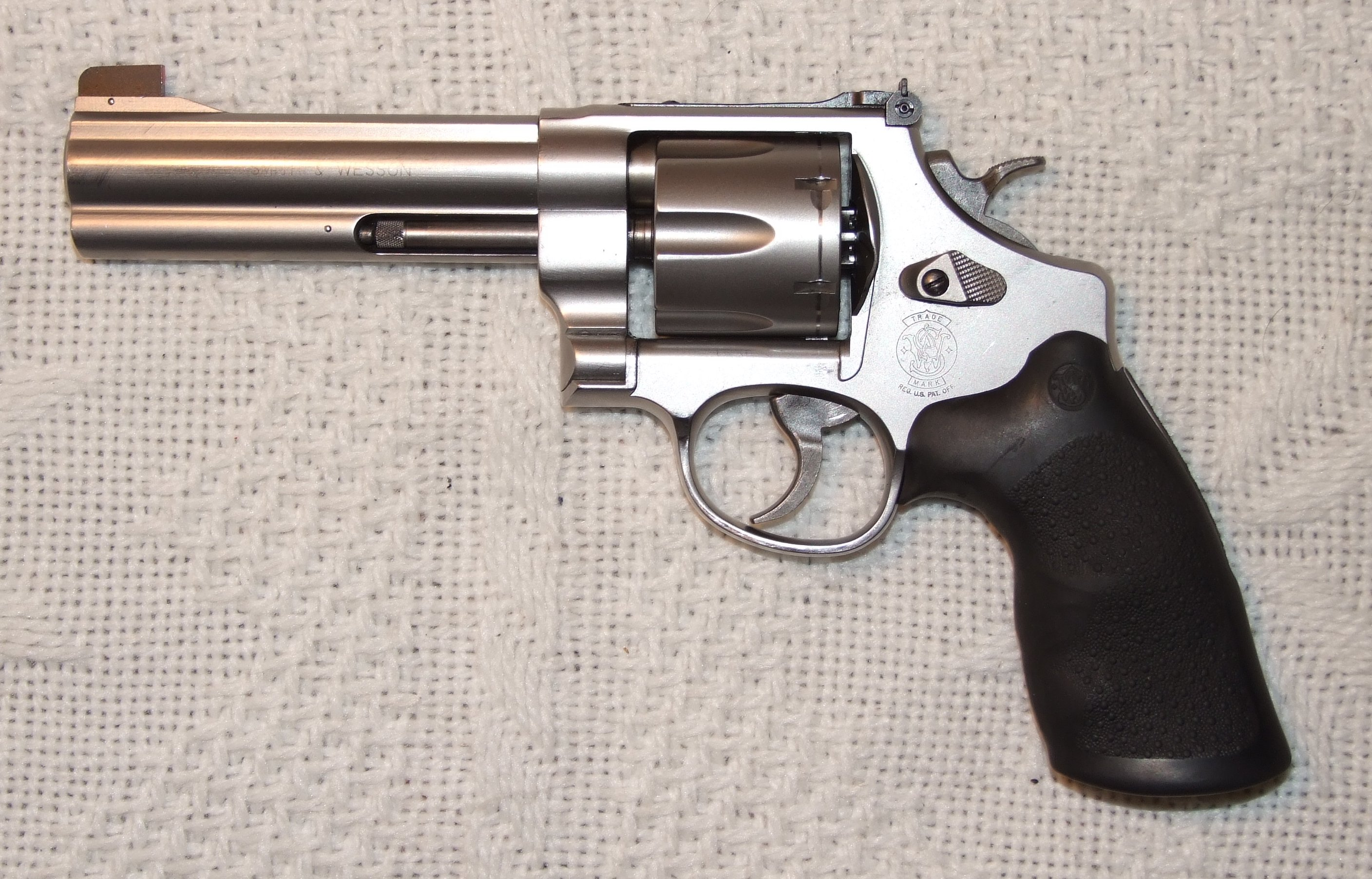
Smith & Wesson Model 625 revolver

A maroklőfegyver a tűzfegyverekhez tartozó kézi lőfegyver, melyet egy vagy két kézben lehet tartani, és feltámasztás vagy vállhoz szorítás nélkül lehet működtetni. Az a tulajdonsága, hogy elég akár egy kéz a tüzeléshez, megkülönbözteti a maroklőfegyvert a hosszabb lőfegyverektől, mint például a sörétes puskától, vagy a karabélytól (melyeket mindkét kézzel kell fogni és tüzeléskor a vállhoz kell szorítani). A ma használatos két fő altípusa a pisztoly és a revolver.

## Elnevezés
A maroklőfegyverek először Kínában jelentek meg, miután a kínaiak feltalálták a puskaport, ezek inkább kis méretű kézi ágyúk voltak. A pisztoly a 16. századi Európából származik, ahol az első maroklőfegyverek megjelentek. A maroklőfegyver a pisztoly elnevezést 1570-ben a francia pistolet elnevezésből kapta, melynek az etimológiája nem tisztázott, eredhet az alábbi szavakból:
- a cseh píšťala szóból, amely fuvolát jelent, utalván a husziták lőfegyverére,
- vagy pedig az olasz Pistolese után, Pistoia olasz város híres volt reneszánsz kori fegyverkovácsairól, akik az 1540-es években lóhátról használható lőfegyvereket gyártottak,
- de lehet, hogy a szó eredete a középkori francia pistallo, mely nyerget jelent, és arra utal, hogy ezeket a fegyvereket a nyereghez kötözve hordták.

Dr. Kalmár János: Régi Magyar Fegyverek (Natura, 1971) írása alapján:
"Az1483. évi breslaui inventáriumban a szakállasok mellett a legkisebb fajta kézi puska neve "Pischallen", amely szó a későbben elnémetesített alakjaként "Petstollen", Bettstollen" formában még a XVI. században is előfordul. ebből származott a pisztoly szó.+
A forgópisztoly (revolver) a 19-ik században jelent meg. Az angol revolver elnevezés a forgótár forgására utal, amely az angol to revolve (forogni) igéből származik.

## Történelem, típusok

### Antik pisztolyok

#### Egylövetű elöl- és hátultöltő pisztolyok
A legegyszerűbb pisztolyok elöltöltős, egylövetű pisztolyok voltak és már 1365-ben megjelentek.  
Lényegében nem voltak mások, mint miniatűr ágyúk, amelyek eléggé kicsik voltak, hogy egy kézzel működtetni lehessen őket. Az első elöltöltő pisztolyok kanóccal működtek, majd megjelentek a dörzskerekes változatok is, melyek a manapság használatos öngyújtók dörzskerekére hasonlítottak. (A kovászárak kétszáz éven keresztül a legmodernebb megoldásnak számítottak). A 19. században kifejlesztették a gyutacsot, melyet rövid idő múlva a töltény és az ütőszeges megoldás követett. Az egylövetű pisztolyra példa a ma is használatos rakétapisztoly.
Másik példa a Kampfpistole, vagy a Sturmpistole, mely páncélelhárító fegyvernek lett kifejlesztve. Manapság egylövetűt sportlövészet, vagy vadászat céljából gyártanak, ezekkel a pisztolyokkal a legnagyobb vadakat is le lehet teríteni.
Az 1840-es években megjelentek a lecsavarható csövű pisztolyok. A cső lecsavarása után betették a lőport és a golyót, majd visszacsavarták a csövet. A svájci Samuel Pauly és a francia François Prélat, 1812-ben szabadalmazott hátultöltős pisztolyával feltalálta a hüvelyes lőszert is (Pauly nagy ötlete a kálium-klorát használata volt). 

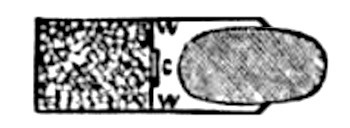
Pauly által feltalált lőszer: gyutacs-lövedék-lőpor együtt

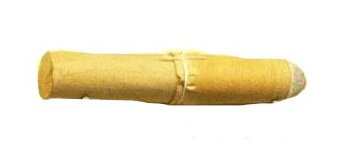
És karton borítása

Az általa feltalált hüvelyes lőszernél elsőként egyesítette egyetlen egységbe a gyutacsot, a lőport és a lövedéket. A pisztoly csövét le lehetett hajtani és a hüvelyes lőszert hátulról be lehetett helyezni, majd a lőszert kívülről működtetett ütőszeggel lehetett működésbe hozni. Ezek a Pauly által kifejlesztett elemek lettek később a ma is használatos tűzfegyverek alapvető elemei.

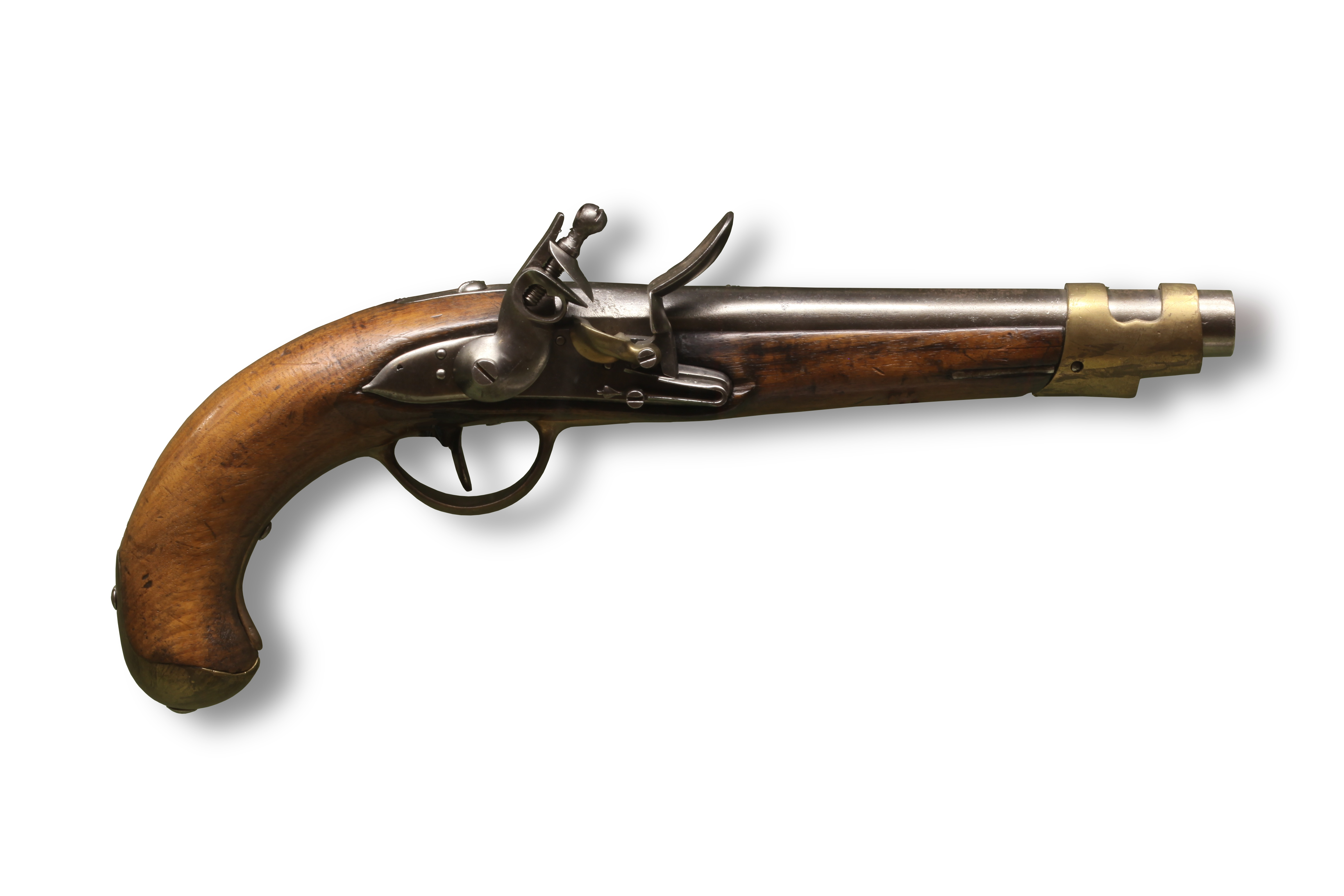
Francia kovás hátultöltős pisztoly kb. 1790-ből
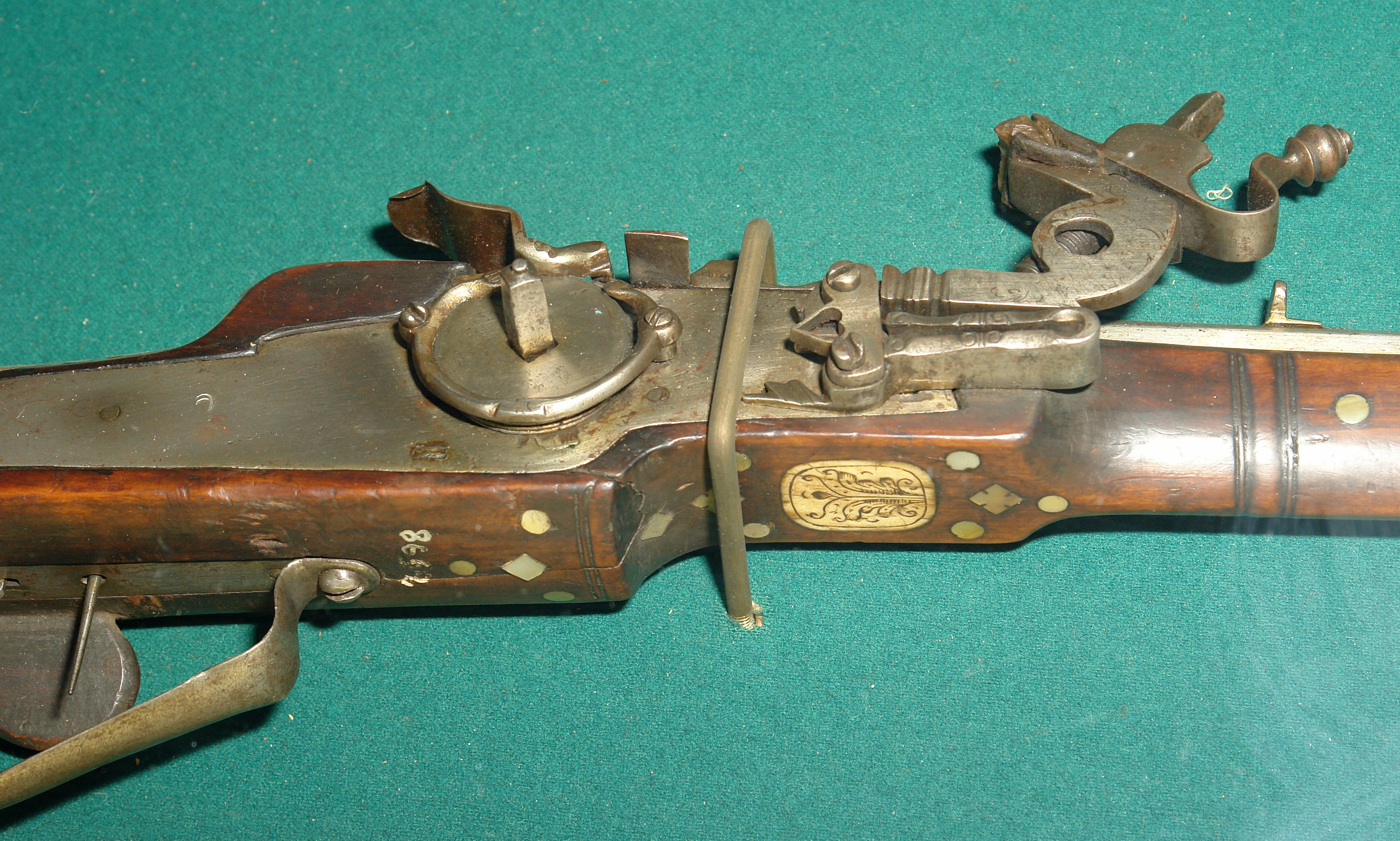
Dörzskerekes pisztoly

#### Többcsövű pisztolyok
A többcsövű pisztolyok abból a szükségből lettek kifejlesztve, hogy többször lehessen velük lőni újratöltés nélkül. A ma használt megoldás megjelenéséig (ahol egy csövön át gyors egymásutánban lehet tüzelni), a fegyverkovácsok a kézi fegyverektől a gyorstüzelő géppuskákig eleinte ezt több csöves megoldással próbálták megoldani. 
Egy pár példa ilyen többcsövű pisztolyra:
- derringer – kis méretű egy, vagy több csövű nagy űrméretű pisztoly (Booth Philadelphia derringerrel gyilkolta meg Abraham Lincolnt)
- pepperbox – hátultöltős, a csövek mozdulatlanok, az elsütőszerkezete forog
- Frank Wesson tőrpisztoly
- howdah pisztoly – két- vagy négycsövű

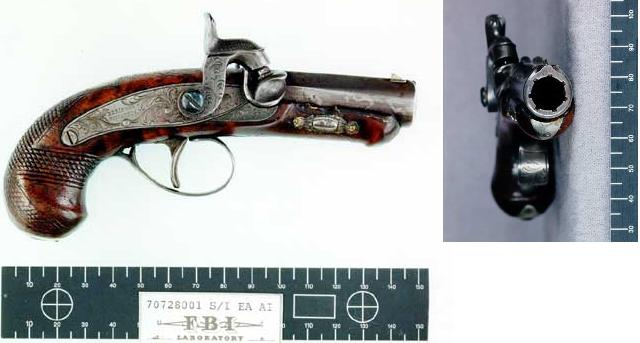
Booth derringer-je
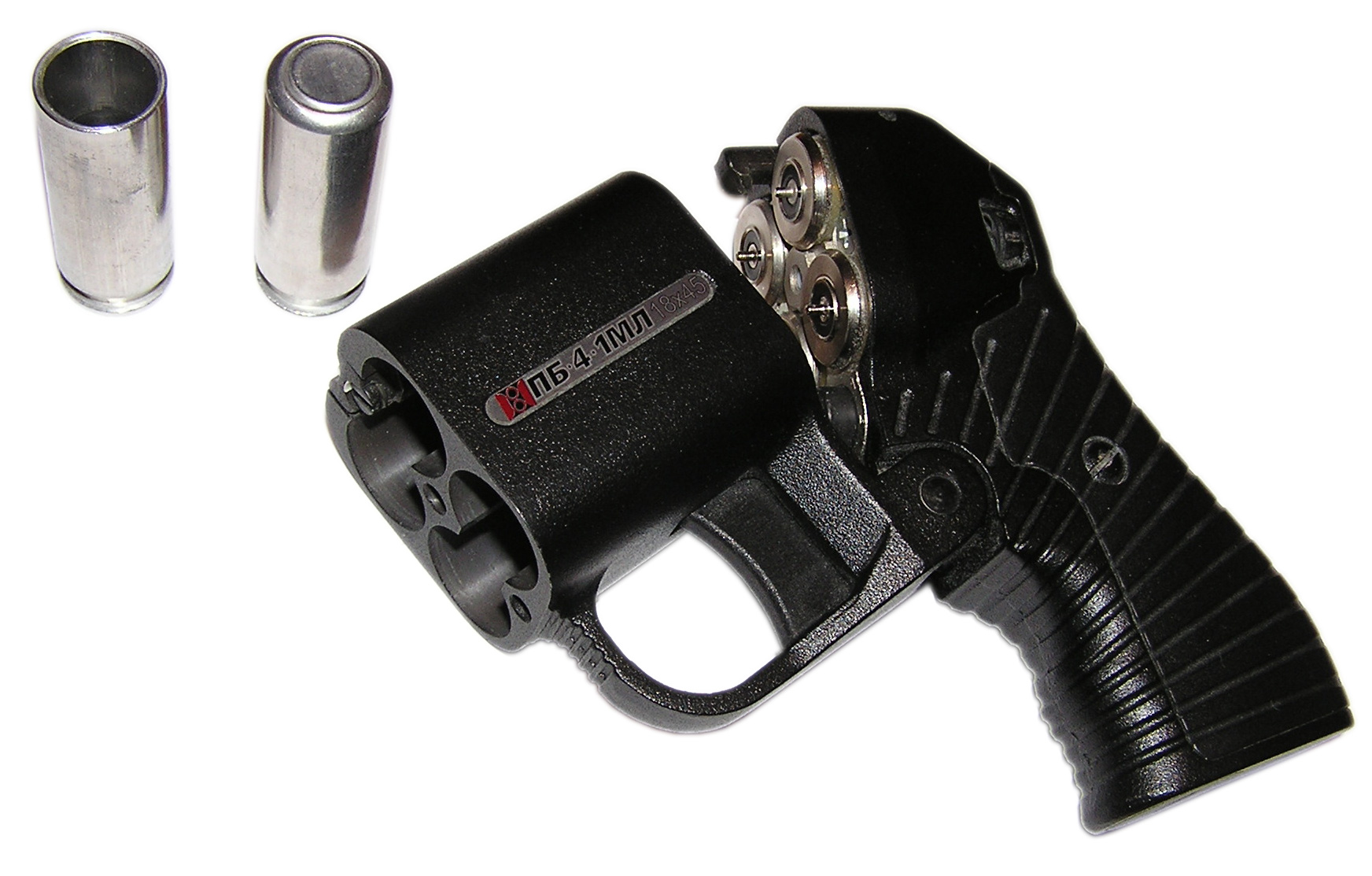
Mai, orosz gyártású Osa derringer
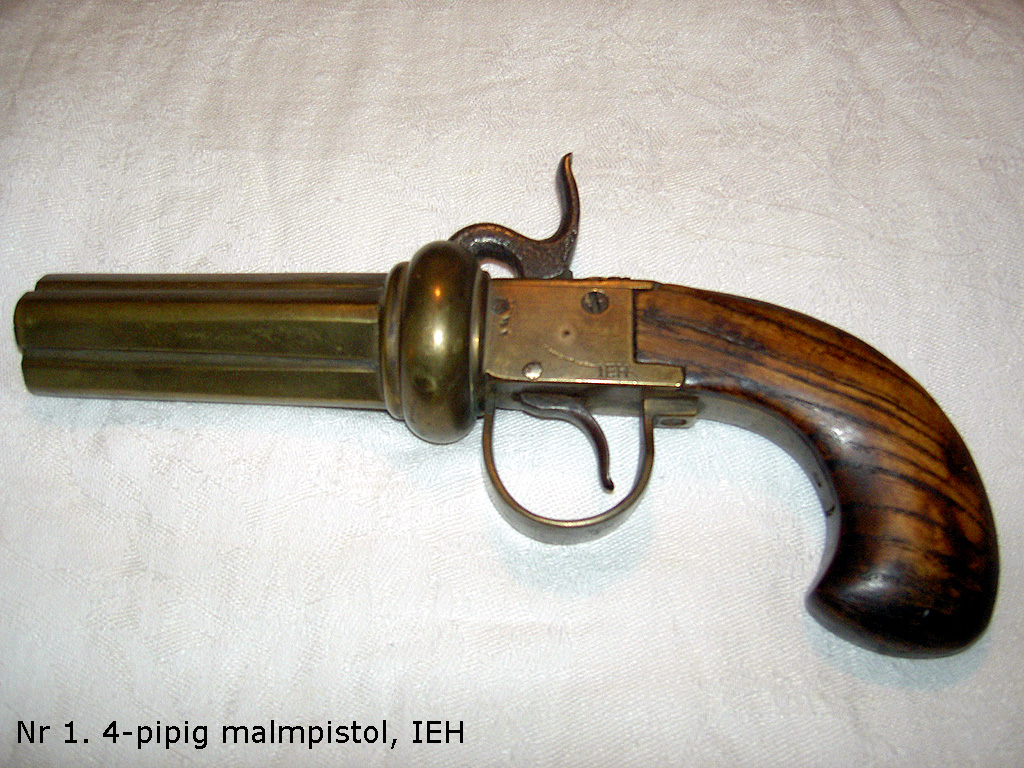
Svéd pepperbox pisztoly
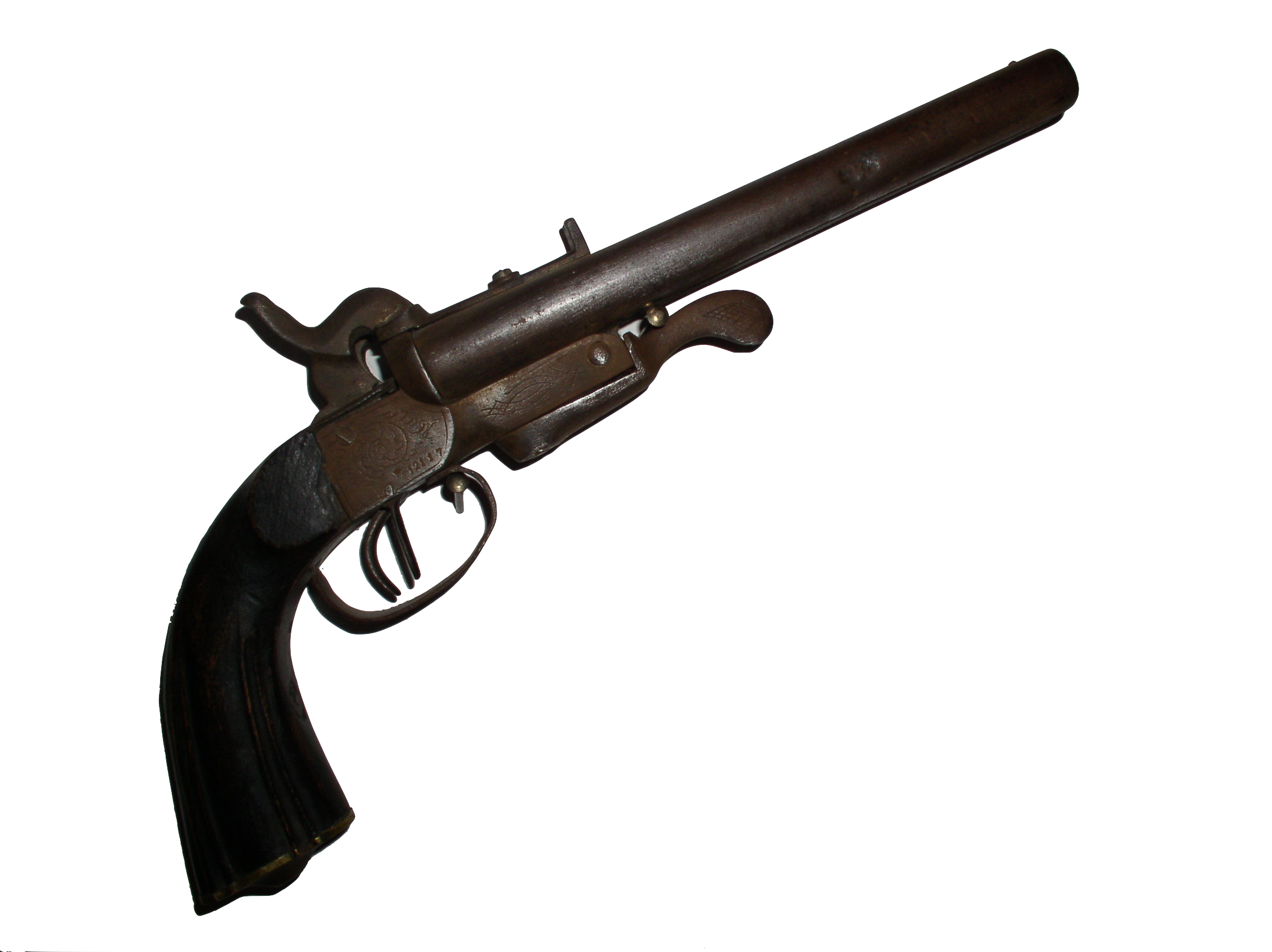
Letörhető csövű howdah pisztoly
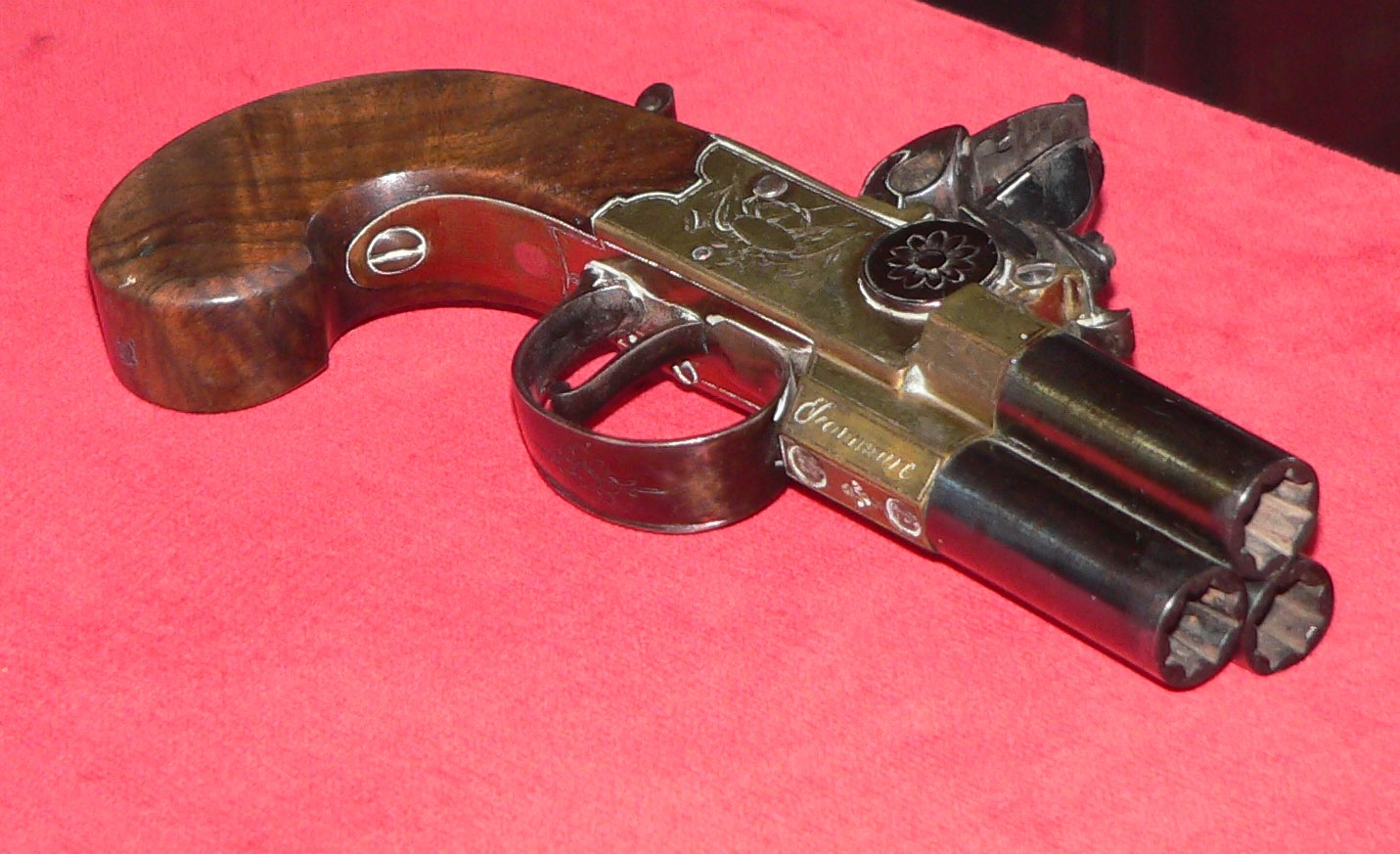
Háromcsövű pisztoly, amely képes a lövedékeket egyszerre kilőni

### Forgópisztolyok (revolverek)

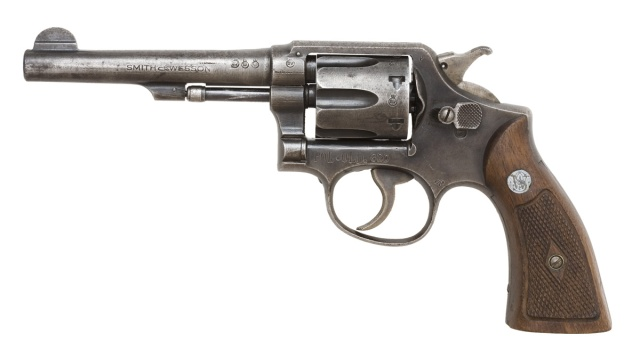
M&P revolver

A 19. században a revolver kifejlesztése által a fegyverkovácsok végül elérték a céljukat, hogy lehetővé tegyék egy kézi fegyverrel több gyors egymásutánban való lövés leadását.
A revolvert a pisztolytól rögtön meg lehet különböztetni a revolver jellegzetes forgótára segítségével. A revolver kifejlesztése során forgótárakhoz a hozzáférés a különböző módon volt lehetséges, alább egy pár példa.  

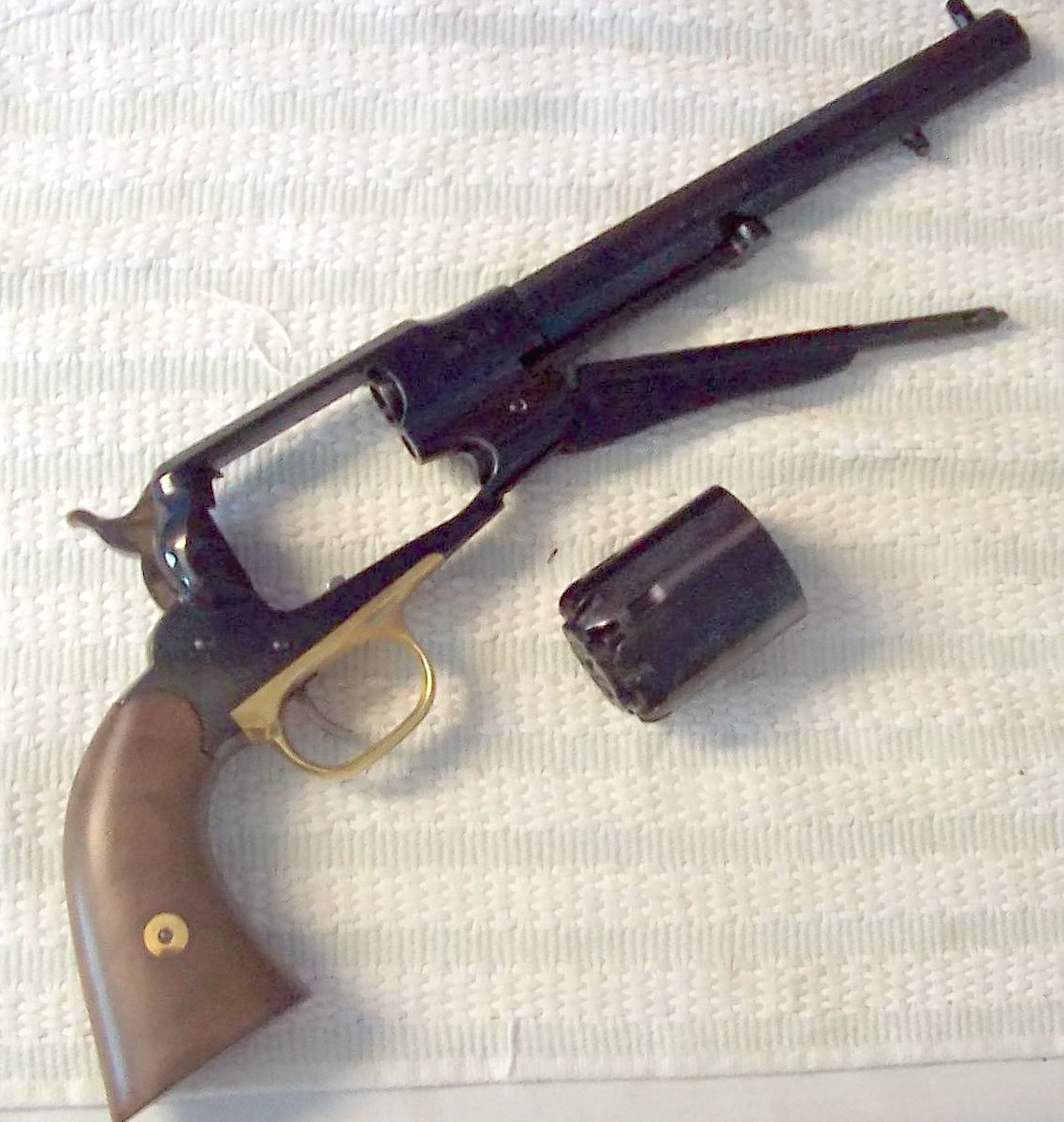
Remington Model 1858 kivehető forgótárral.
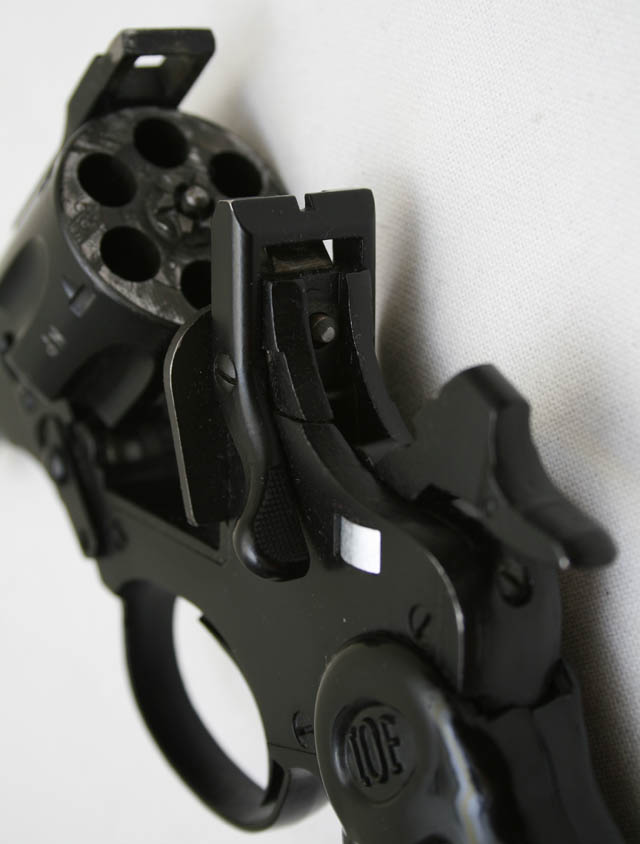
IOF .32 letörhető csövű revolver
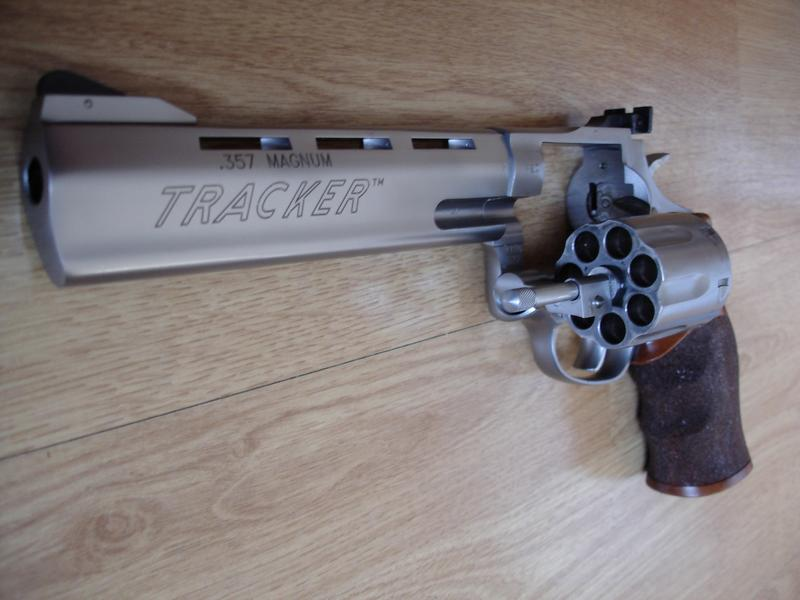
Taurus 627-KLM kifordítható forgótárral

### Félautomata pisztolyok
A félautomata pisztolyok elsütő billentyűjét minden lövés előtt meg kell húzni, majd miután a lövés végbement, újra elengedni.
A maroklőfegyverek következő fejlesztése a revolver után a félautomata pisztolyok voltak, amelyek a lövés által kibocsátott energiát használták fel, hogy a következő lőszert tüzelési pozícióba hozza. Jellemzően a lőpor visszarugó energiáját lehet mechanikusan hasznosítani, habár a nagyobb lőszert használó pisztolyok esetében (pl. Desert Eagle) ez gáz működtetésű. Általában a pisztolyok szánakasztóval vannak felszerelve, az utolsó lőszer kilövése után a zár hátsó helyzetben marad, jelezve a tár kifogyását. Más, félautomata pisztolyra használatos kifejezés az öntöltő pisztoly.

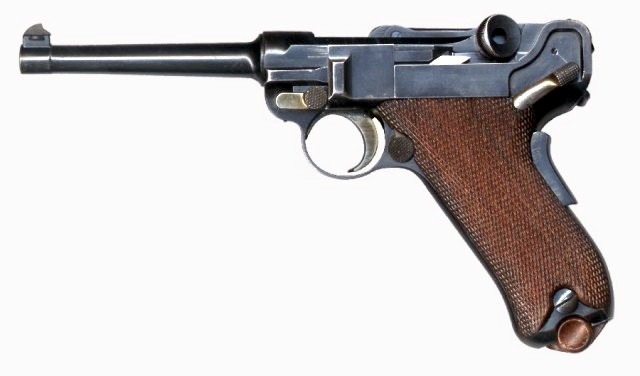
Luger P08 vagy P08 Parabellum 1900-ból
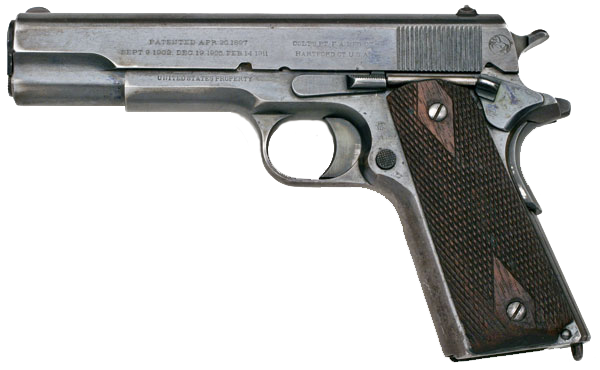
Colt M1911 1911-ből
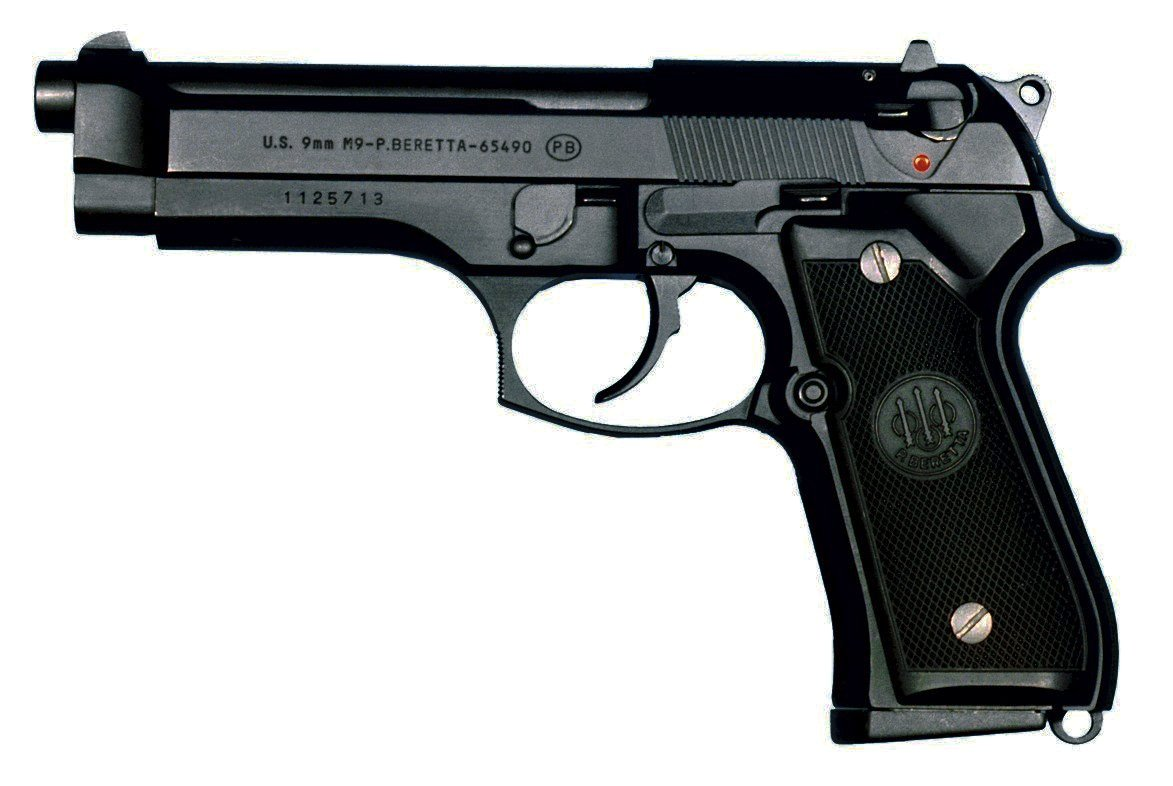
Beretta M9 1985-ből
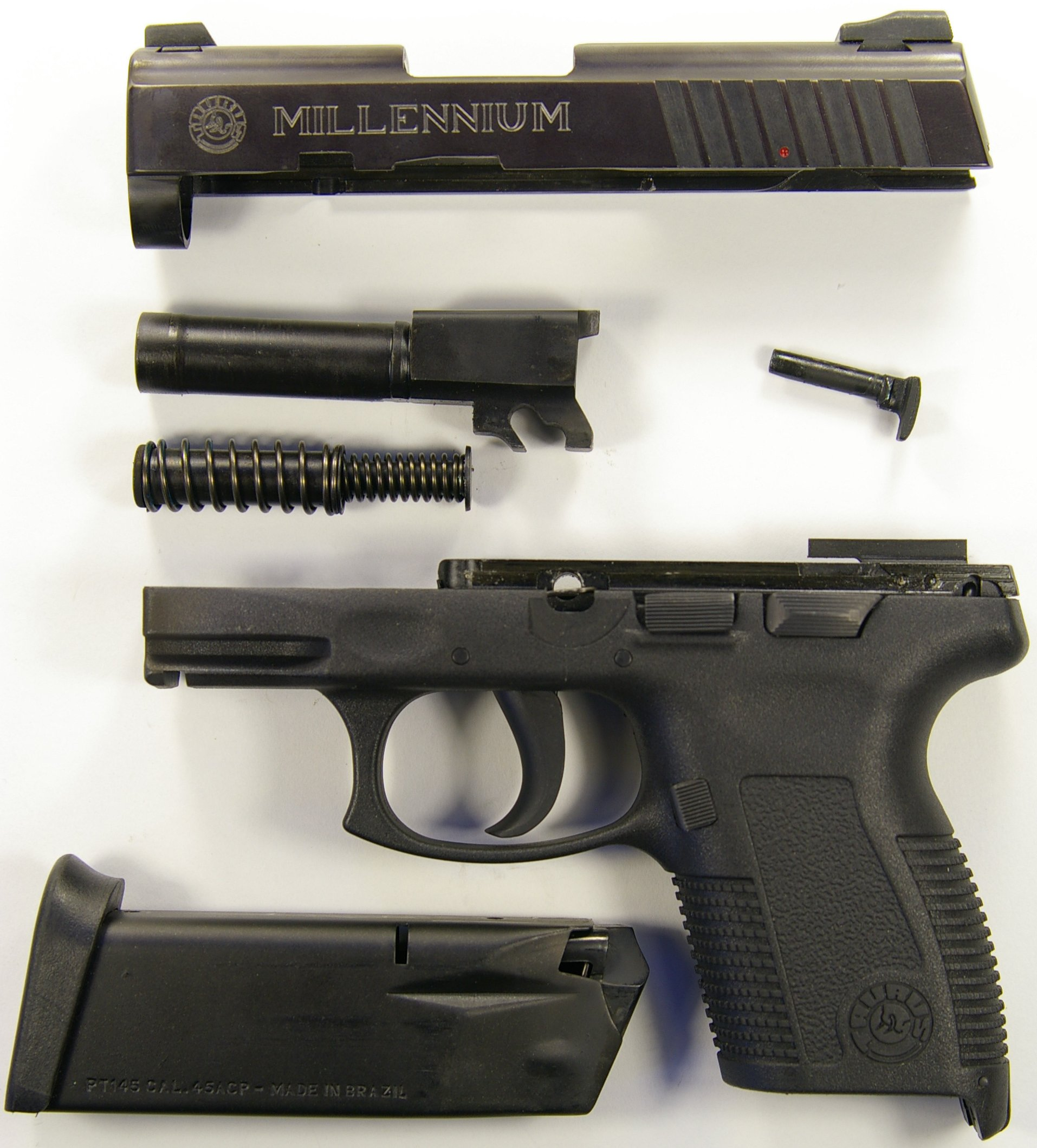
Taurus PT145 szétszedett állapotban

### Automata pisztolyok
Működésben hasonlít az öntöltő (félautomata) pisztolyra, ám itt a zár a ravasz meghúzása után addig tölti újra és újra a fegyvert, amíg ki nem fogy a lőszer, vagy ameddig a használója el nem engedi az elsütőbillentyűt. Napjainkban nem annyira gyakori, mivel általában uralhatatlan sorozatlövés közben, hiába szerelhető rá fa vagy fém válltámasz.
Olyan különleges erőknél használják, ahol egy géppisztoly túl nagy helyet foglalna, ám a félautomata pisztoly tűzgyorsasága nem lenne elégséges. 
A világ első ilyen automata pisztolya az osztrák-magyar 1912 mintájú Steyr pisztoly volt, melyet eredetileg öntöltőnek terveztek. 

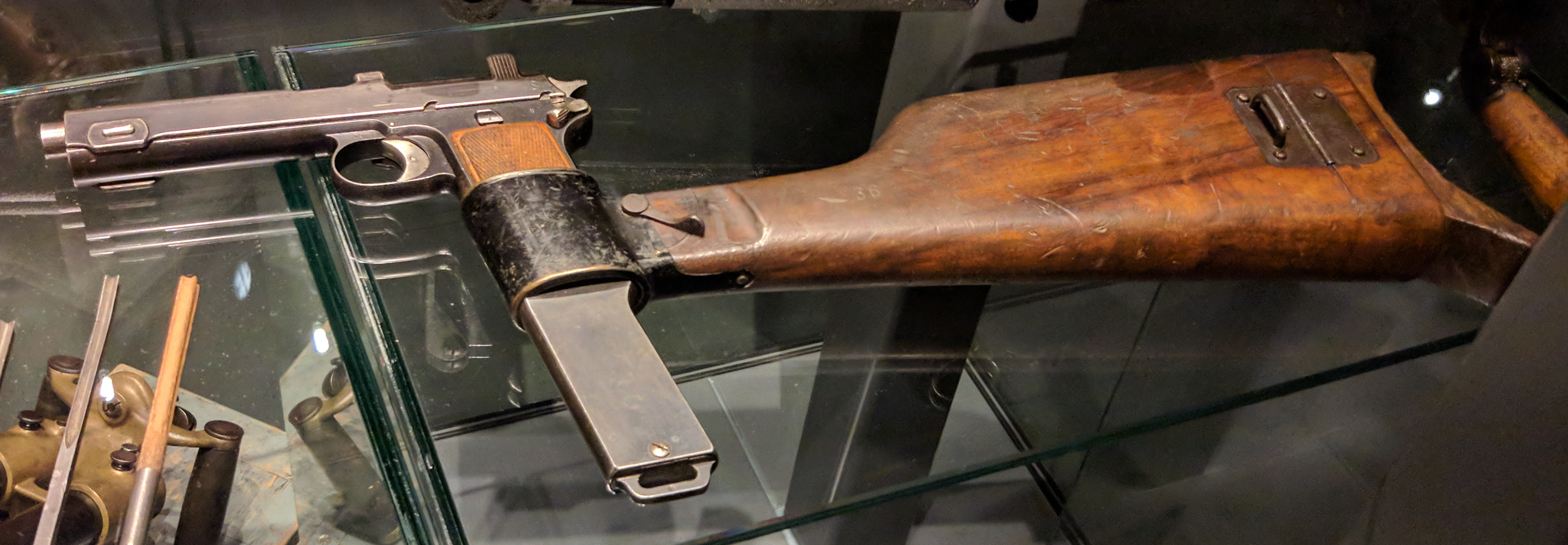
1912 mintájú Steyr önműködő pisztoly 16 lőszer befogadására alkalmas tárral és felcsatolható fatusával

## A pisztoly szerkezeti felépítése, működése

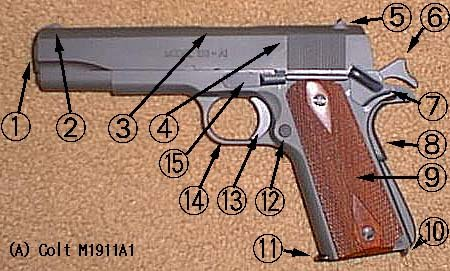
Egy M1911A1 szerkezeti felépítése:
1. csőtorkolat, csőszáj (muzzle)
2. első irányzék vagy célgömb (front sight)
3. szán (slide)
4. szán bordázat
5. hátsó irányzék vagy nézőke (rear sight)
6. kakas (hammer)
7. biztosító kar (safety lever)
8. markolatbiztosító (grip safety)
9. markolat (grip)
10. markolatfenék (grip bottom)
11. tárfenék, tártalp (magazine bottom)
12. tárkioldó gomb (magazine release button)
13. elsütőbillentyű (trigger)
14. sátorvas (trigger guard)
15. szánakasztó (slide stop)

### Működési elvek
A félautomata pisztolyok általában hátralökő rendszerűek, de létezik gázdugattyús is (pl. Desert Eagle). A hátralökő rendszerű fegyverek lehetnek reteszeletlen súlyzáras (újabb megnevezéssel tömegzáras) vagy szilárd reteszelésűek. A szilárd reteszelésű pisztolyok lehetnek rövid vagy hosszú csőhátrasiklásos rendszerűek.

#### Reteszeletlen súlyzáras (tömegzáras) pisztoly működése
A hátul töltős fegyvereknél, miután a lőszert a töltényűrbe betöltötték, a csőfart le kell zárni. A legegyszerűbb zárási mód a súlyzár (tömegzár). A helyretoló rugó által kifejtett erő a zárat a cső töltényűr felőli végéhez nyomja, így a zár a csőfart lezárja. Az elsütőbillentyűt meghúzva a megfeszített kakas ráüt a záron keresztül mozgó ütőszegre, amely a töltény csappantyújára üt. A csappantyúelegy által keltett szikra hatására a lőportöltet berobban, és hirtelen nagy gáznyomás keletkezik. E nyomás hatására a lövedék a hüvelyből kisiklik, és a csőben előre halad, míg a hüvely a neki feszülő zárral együtt hátrafelé indul el. A zár (tömege, és a helyretoló rúgó ereje miatt) a hüvellyel együtt viszonylag lassan indul hátra. (A kapott impulzus m*v ugyanakkora a lövedékre nézve, mint a hüvelyhez támaszkodó, a szánba épített zárra nézve, ezért a néhány gramm tömegű lövedék sokkal nagyobb sebességgel halad a csőtorkolat felé, mint a nagy tömegű zár és szán hátra.) Így a lövedék előbb hagyja el a csövet (és csökken le ekkor a csőben a nyomás), mint amennyi idő alatt hüvely veszélyes mértékben kicsúszhatna a töltényűrből. (Ha nem így lenne, a hüvely vékony fala, amelyet a töltényűr már nem támaszt meg, a nagy nyomás miatt szétrepedhetne.) Ez után a kapott impulzus hatására a hüvely a szánra szerelt zárat hátratolva halad, a hátrasikló szán a helyretoló rugót összenyomja, és a kakas rugóját megfeszíti. A töltényhüvely a tokban elhelyezett hüvelykivetőbe ütközve – általában jobbra – kivetődik. A szán hátsó helyzetében a tölténytár rugója a legfelül lévő töltényt a töltényűr elé emeli, majd a helyretoló rugó hatására előre sikló szánba szerelt zár azt a töltényűrbe tolja. A helyretoló rugó által kifejtett erő a zárat a cső töltényűr felőli végéhez nyomja, így a zár a csőfart lezárja, és a fegyver ismét elsüthető. 
Az első lövés előtt a pisztolyt a szán kézzel való hátrahúzásával, majd elengedésével kell csőre tölteni. A lövés leadása után a töltési folyamat a fent leírt módon, automatikusan történik. Ha a tárból az utolsó lőszer is kijutott, lőszer helyett az adogató ajak emelkedik ki (vagy hozza működésbe a szánakasztót), amely a lövés után a szánt nem engedi előre siklani. Ebből a fegyver használója tudhatja, hogy a tár kiürült. Szánakasztóval szerelt fegyvernél a szán a tár kihúzása után is hátsó helyzetében marad, és a töltés után elég a szánakasztót megnyomni, hogy az előre sikló szán egy lőszert toljon a töltényűrbe, és a fegyver ismét tüzelésre kész legyen.
A csőre töltött fegyvert a szán kézzel való hátrahúzásával lehet üríteni. Ekkor a lőszert a szánra szerelt hüvelyvonó húzza ki a töltényűrből, majd a hüvelykivető kiveti. Az ürített fegyver elsütésével a szán által megfeszített kakas az ütőszegre ütve alaphelyzetébe tér vissza.

#### Szilárd reteszelésű, rövid csőhátrasiklásos pisztoly működése
Nagyobb energiájú lőszer tüzeléséhez a súlyzár nem alkalmas, mert a keletkező nagy nyomás miatt a hüvely a töltényűrből idő előtt kicsúszna. Ennek megakadályozására addig, ameddig a lövedék a csövet el nem hagyja, és így a csőben a nyomás le nem csökken, a zárat egy mechanikus retesz szilárdan a csőhöz rögzíti. Így lövéskor a csőben keletkező nyomás hatására a hüvely nem tud kicsúszni a csőből, hanem a csőhöz reteszelt zárral (és szánnal) együtt hátrafelé halad. Kb. 5-7 mm hátra mozgás után a lövedék már elhagyja a csövet, ekkor a cső és a zár mechanikus reteszelése old, a cső megakad, és csak a zárral szerelt szán siklik tovább hátra, egyúttal a helyretoló rugót összenyomva és a kakas rugóját megfeszítve. A szánra szerelt hüvelyvonó a hüvelyt magával húzza, majd a hüvelykivető kiveti. A szán hátsó helyzetében a tölténytár rugója a legfelül lévő töltényt a töltényűr elé emeli, majd a helyretoló rugó hatására előre sikló szánba szerelt zár azt a töltényűrbe tolja. A zár a csőhöz reteszelődik és azzal együtt halad előre a cső nyugalmi helyzetéig. A pisztoly ekkor ismét tüzelésre kész.
Az első lövéshez a fegyvert ugyanúgy a szánt kézzel hátrahúzva, majd elengedve kell csőre tölteni, mint a súlyzáras fegyvert. A tár ürülése jelzésének módja, valamint a cső ürítése is azonos módon történik.
A szilárd reteszelésű pisztolyok nagy többsége rövid csőhátrasiklásos rendszerű.

#### Szilárd reteszelésű, hosszú csőhátrasiklásos pisztoly működése
A fegyver működése annyiban különbözik a rövid csőhátrasiklásos pisztolyétól, hogy a cső és a zár reteszelése mindaddig fenn marad, amíg a csővel együtt mozgó szán (a helyretoló rugót és a kakast megfeszítve) a hátsó helyzetébe nem kerül. Ekkor megszűnik a reteszelés, a cső előre szalad, miközben a kivető kilöki az üres hüvelyt. Amikor a cső megáll, a zárakasztó lebillen, a zár előresiklik (eközben a már ismertetett módon tölt), és a cső ismét a zárhoz reteszelődik. A fegyver ismét tüzelésre kész.
A kevés ilyen rendszerű pisztoly egyike volt az 1910-ben a magyar határrendőrségnél és csendőrségnél rendszeresített Frommer 1910, valamint a Frommer Stop és Frommer Baby pisztoly.

#### Az elsütőszerkezet működtetési típusai

##### Single action/egyszeres működésű
A SA vagy Single action pisztolynál az elsütőbillentyű csak egyszeres működésű: a megfeszített kakas(ütőszerkezet) oldását végzi, vagyis a kakast minden lövés előtt kézzel fel kell húzni. Így a pisztoly elsütéséhez kisebb erő szükséges, ami pontosabb célzást tesz lehetővé, az újratöltés viszont nehézkesebb. Colt első revolverei ilyen elsütőszerkezettel rendelkeztek.

##### Double action/dupla működésű pisztoly
A DAO vagy Double action only pisztolynál az elsütőbillentyű kettős működésű: az elsütőbillentyű meghúzása először a kakas megfeszítését (revolvernél a dobforgatást is) elvégzi, majd a kakas felszabadul, és a pisztoly elsül. A kakas minden lövés után nyugalmi helyzetbe kerül, így akárhányszor meghúzzuk az elsütőbillentyűt, egy teljes ciklus zajlik le. Tekintettel arra, hogy a kakas megfeszítéséhez nagyobb erőre van szükség, a célzás pontatlanabb, viszont a tüzelési sebesség nagyobb lehet, mint a kézi felhúzásnál. Ilyen elsütőszerkezettel voltak ellátva a korai Adams-féle revolverek.

##### Double action/Single action pisztoly (kettős működésű/revolverező elsütőszerkezetű pisztoly)
A legkorszerűbb a DA/SA avagy Double action/Single action elsütőszerkezet, ahol kézzel is felhúzható a kakas (ilyenkor az elsütéshez kisebb erő szükséges, és pontosabb a célzás), de ha a kakas nyugalmi helyzetben van, az elsütőbillentyű hátramozgatásakor először a kakast is felhúzza. Ez lehetővé teszi a váratlan helyzetben való gyors tüzelést, de ilyenkor a kakas felhúzásához szükséges nagyobb erő miatt a célzás pontatlanabb.

##### Automata revolver
A revolverek elsütése után a kakas felhúzását és a dob elforgatását jellemzően kézi erővel (a kakast hátrahúzva, vagy DA elsütőszerkezetnél az elsütőbillentyű hátrahúzásakor kifejtett erővel) kell elvégezni. Néhány, ma már muzeális konstrukciónál viszont (pl. Webley-Fosbery [1902], Mauser "Cikkcakk" [1878]) a fegyver elsütésekor keletkező hátralökő erőt, ill. az ennek hatására létrejövő hátrasiklást használták a dob elforgatására és a kakas felhúzására. Ezeknél a revolvereknél (ugyanúgy, mint az öntöltő pisztolyoknál) csak az első lövéshez kell a kakast kézzel megfeszíteni, elsütés után a dob elforgatása és a kakas felhúzása automatikusan végbemegy. Ez a fegyvert gyorssá és pontossá teszi, viszont a por és a sár a hátrasikló rendszer elszennyeződéséhez vezetett, ezért e fegyverek nem lettek népszerűek.

## Pisztolygyártó világcégek
Anschütz, Arminius, Armtech, Astra, Auto-Ordnance, Benelli, Beretta, Bernadelli, Bersa, Browning Arms Company, Calico, Colt, CZ, Daewoo, Diemaco, ERMA, Fabrique Nationale, Famas, Fas, FÉG, Feinwerkbau, Glock, Grizzly, Hämmerli, Heckler & Koch, High Standard, Israel Military Industries (Desert Eagle), ITM, Kel-Tec, Korth, Les Bear, Llama, Manurhin, Mauser, Mitchell, Para-Ordnance, Pardini, Rossi, Ruger, Safari Arms, Sako, Sig Sauer, Smith & Wesson, Sphinx, Springfield, Star, Steyr, Tanfoglio, Taurus, Tokarev, Vektor, Walther, Dan Wesson, Wildey, Zastava.

## Fordítás
Ez a szócikk részben vagy egészben  a   Handgun című angol Wikipédia-szócikk fordításán alapul.  Az eredeti cikk szerkesztőit annak laptörténete sorolja fel. Ez a jelzés csupán a megfogalmazás eredetét és a szerzői jogokat jelzi, nem szolgál a cikkben szereplő információk forrásmegjelöléseként.